# Pico Hay
El Pico Hay (en inglés: Hay Peak) es un pico que llega a unos 660 m s. n. m. y se ubica al sur del Puerto del Príncipe Olav en la bahía Cook en la costa norte de Georgia del Sur. Un territorio ubicado en el océano Atlántico Sur, cuya soberanía está en disputa entre el Reino Unido el cual las administra como «Territorio Británico de Ultramar de las islas Georgias del Sur y Sandwich del Sur», y la República Argentina que las integra al Departamento Islas del Atlántico Sur, dentro de la Provincia de Tierra del Fuego, Antártida e Islas del Atlántico Sur.
Se le asignó el nombre de "The Snow Pap" por el equipo de Investigaciones Discovery en 1929, pero posteriormente fue eliminado. Su nombre se cambió a Pico Hay por el Comité Antártico de Lugares Geográficos del Reino Unido en 1990 haciendo honor a Arthur E. Hay de Somerset, Inglaterra, que fue Ingeniero Técnico en el Southern Whaling and Sealing Company en su estación de caza de ballenas en el Puerto del Príncipe Olav, entre 1924 y 1935.